# Cupra Born
De Cupra Born is een volledig elektrisch aangedreven auto geproduceerd door Cupra. Nadat de auto werd gepresenteerd als de SEAT el-Born concept in 2019, werd de auto in mei 2021 onthuld als de Cupra Born. De Born is gebaseerd op het MEB-platform van de Volkswagen Groep en wordt net als de Volkswagen ID.3 in de Volkswagenfabriek in het Duitse Zwickau gefabriceerd. De wagen is vernoemd naar een buurt in Barcelona.

## Fotogalerij
| - Concept - Achterzijde - Interieur |

## Externe site
- Officiële site